# Chondrina
Chondrina é um género de gastrópode  da família Chondrinidae.

## Espécies
Este género contém as seguintes espécies:
- Chondrina altimirai Gittenberger, 1973
- Chondrina arcadica (Reinhardt, 1881)
- Chondrina arigonis (Rossmässler, 1859)
- Chondrina arigonoides Kokshoorn & Gittenberger, 2010
- Chondrina ascendens (Westerlund, 1878)
- Chondrina avenacea (Bruguière, 1792)
- Chondrina bergomensis (Küster, 1850)
- Chondrina bigorriensis (Des Moulins, 1835)
- Chondrina calpica (Westerlund, 1872)
- Chondrina centralis (Fagot, 1891)
- Chondrina falkneri Gittenberger, 2002
- Chondrina farinesii (Des Moulins, 1835)
- Chondrina gasulli Gittenberger, 1973
- Chondrina generosensis Nordsieck, 1962
- Chondrina gerhardi Gittenberger, 2002
- Chondrina granatensis Alonso, 1974
- Chondrina ingae Kokshoorn & Gittenberger, 2010
- Chondrina klemmi Gittenberger, 1973
- Chondrina kobelti (Westerlund, 1887)
- Chondrina kobeltoides Gittenberger, 1973
- Chondrina lusitanica (Pfeiffer, 1848)
- Chondrina marjae Kokshoorn & Gittenberger, 2010
- Chondrina marmouchana (Pallary, 1928)
- Chondrina megacheilos (De Cristofori & Jan, 1832)
- Chondrina multidentata (Strobel, 1851)
- Chondrina oligodonta (Del Prete, 1879)
- Chondrina pseudavenacea Kokshoorn & Gittenberger, 2010
- Chondrina ripkeni Gittenberger, 1973
- Chondrina spelta (Beck, 1837)
- Chondrina tatrica Ložek, 1948
- Chondrina tenuimarginata (Des Moulins, 1835)